# Grabnik (hromada Bóbrka)
Grabnik (ukr. Грабник, Hrabnyk) – wieś na Ukrainie, w obwodzie lwowskim, w rejonie lwowskim, w hromadzie Bóbrka. W 2001 roku liczyła 81 mieszkańców.
Do 2020 w rejonie przemyślańskim.